# مسابقات جهانی ژیمناستیک ریتمیک ۱۹۷۹
مسابقات جهانی ژیمناستیک ریتمیک ۱۹۷۹ نهمین دوره مسابقات جهانی ژیمناستیک ریتمیک است که در لندن، انگلستان از ۴ تا ۵ ژوئیه ۱۹۷۹ میلادی برگزار شده است.

## جدول مدال‌ها
| رتبه | کشور               | طلا | نقره | برنز | مجموع |
| ۱    | اتحاد جماهیر شوروی | ۵   | ۳    | ۲    | ۱۰    |
| ۲    | بلغارستان          | ۲   | ۲    | ۱    | ۵     |
| ۳    | چکسلواکی           | ۱   | ۱    | ۲    | ۴     |